# 萬塔 (秘魯)
萬塔是秘魯的城市，位於該國南部，由阿亞庫喬大區負責管轄，始建於1905年11月22日，海拔高度2,628米，該鎮氣候溫暖，主要經濟活動是農業，人口84,234。
12°56′23″S 74°14′51″W / 12.93972°S 74.24750°W